# Astra (ruimtevaartbedrijf)
Astra is een Amerikaans ruimtevaart-startupbedrijf dat zich richt op de lancering van kleine satellieten met eigen raketten en het produceren van voortstuwings- en besturingssystemen voor raketten en satellieten van derden. In november 2021 wist Astra voor het eerst een lancering met succes af te ronden en werd daarmee na Rocket Lab en Virgin Orbit het derde bedrijf in het marktsegment voor zeer lichte lanceringen dat dit lukte.

## Geschiedenis
Het bedrijf is gevestigd op het Naval Air Station Alameda, een voormalig marine-haven en -vliegveld in het Californische Alameda aan de Baai van San Francisco waar het ook zijn draagraketten bouwt. 
Het bedrijf staat onder leiding van CEO Chris Kemp die van 2007 tot en met 2011 voor NASA heeft gewerkt, en in de jaren daarvoor en daarna als ondernemer een reeks internetstartups had geleid. Adam London is de technische man achter de raketten met wie Kemp na twee jaar sparren in 2016 tot de oprichting van Astra kwam. Anders dan de meeste soortgelijke bedrijven werkte Astra de eerste jaren onder de radar waardoor er tot februari 2020 nauwelijks iets bekend was over hun activiteiten. In die periode werd wanneer nodig de naam Stealth Company gebezigd, bijvoorbeeld voor de inschrijving op de DARPA Launch Challenge in 2018. Het was voor ruimtevaartjournalisten overigens wel duidelijk dat “Stealth” “Astra” was.
In 2018 werd twee maal met gedeeltelijk succes een testraket gelanceerd (Rocket 1.0 en Rocket 2.0). In 2019 werd het bedrijf geselecteerd als finalist voor de DARPA Launch Challenge. In februari 2020 activeerde Astra een website en werd het bedrijf actief op sociale media. Gelijktijdig maakten ze veel informatie openbaar. Dit gebeurde in aanloop naar de uitvoering van hun geplande lanceringen in het kader van de DARPA Launch Challenge. 
Het bedrijf is tot de tweede generatie New Space te rekenen. Wat betreft de methode van ontwikkelen volgt het bedrijf hetzelfde mantra als SpaceX: "snel bouwen, snel testen, eventueel snel falen en snel verbeteren".
In december 2020, enkele dagen na de grotendeels geslaagde testlancering van Rocket 3.2 waarbij de ruimte werd bereikt, meldde Astra dat ze inmiddels contracten voor meer dan twee dozijn lanceringen met in totaal meer dan 100 satellieten had gesloten.
Op 2 februari 2021 kondigde Chris Kemp een beursgang via een SPAC-constructie aan. Daarmee werden ze op 1 juli 2021 het eerste lanceerbedrijf op de NASDAQ. Die dag gingen de aandeelhouders van het lege, beursgenoteerde fonds Holicity.Inc akkoord met de fusie en naamsverandering waarmee Astra als "ASTR" aan de NASDAQ genoteerd werd. Voorafgaand aan de beursgang zou ook de overname van Apollo Fusion door Astra rondgemaakt worden. Het bedrijf Apollo Fusion is gespecialiseerd in elektrische voortstuwing. Met de kennis van dit bedrijf wil Astra de concurrentie met Rocket Labs Photon-satellietbus aangaan.
In september 2021 bleken Astra en Firefly Aerospace te zijn overeengekomen dat Astra de door Firefly ontworpen Reaver-motoren voor eigen gebruik mag produceren zolang ze daarmee geen raket maken die in dezelfde klasse als de Firefly Alpha valt. Astra beoogt ze voor een 500-kilogram-klasse-raket met twee Reavers te gebruiken. Door de motoren zelf te produceren is Astra niet afhankelijk van levering door Firefly.
Op 20 november 2021 haalde Astra met een Rocket 3 de mijlpaal van een eerste succesvolle orbitale missie. Rocket 3 zou echter niet zo succesvol worden als gehoopt. Van de zeven lanceringen slaagden er maar twee. In de zomer van 2022 trok Astra de stekker uit deze raket om zich volledig op de krachtiger Rocket 4 te gaan focussen.
Op 30 augustus 2022 maakte Astra bekend dat ze in ionenmotoren van het type Astra Spacecraft Engine aan Airbus OneWeb Satellites gaan leveren die voor de voortstuwing van OneWeb-satellieten moeten dienen.
Na een reeks tegenslagen die tot de annulering van hun Rocket 3 leidde en vertraging bij de oplevering van de opvolger Rocket 4 raakte het bedrijf eind oktober 2023 in financiële problemen. De oprichters initieerde daarop een poging om Astra voor 30 miljoen dollar van de beurs te halen. uiteindelijk wist Astra een investering van 2,7 miljoen dollar binnen halen waarmee liquiditeitsproblemen voorlopig verholpen waren. In juni 2024 werd Astra van de beurs gehaald. In oktober 2024 werd duidelijk dat Astra ondertussen een defensie contract ter waarde van 44 miljoen dollar in de wacht had gesleept om Rocket 4 uit te ontwikkelen. Dat bedrag wordt in stappen per behaalde mijlpalen uitbetaald. Het bedrijf hoopt in op zijn vroegst het vierde kwartaal van 2025 de eerste Rocket 4 te lanceren. Met de opbrengst van ionenmotoren voor derden kon Astra de ontwikkeling van Rocket 4 doorzetten.

## Rocket 3
Rocket 3 was de eerste draagraket van Astra en werd ontworpen om een baan om de Aarde te kunnen bereiken. Het is de snelst ontwikkelde eerste orbitale raket van een bedrijf ooit. Astra bestond vijf jaar en een maand toen ze voor het eerst een baan om de aarde bereikten met hun Rocket 3. Het vorige record was in handen van SpaceX dat er zes jaar en vier maanden over deed om de orbitale snelheid met hun Falcon 1 te bereiken. Nadat verschillende vluchten mislukten stopte Astra in augustus 2022 met deze raket.

### Eigenschappen
Rocket 3 is een kleine tweetrapsraket die op RP-1 (raketkerosine) en vloeibare zuurstof werkt en satellieten van maximaal honderd kilogram kan lanceren. Naar een baan op een hoogte van 500 kilometer is de maximale nuttige lading ongeveer 50 kilogram. De eerste trap is een cilindervormige rakettrap die twee tanks bevat. Deze heeft vijf hoofdmotoren genaamd Delphin. De tweede trap bestaat uit twee bolvormige tanks die tijdens het eerste deel van de vlucht samen met de nuttige lading in de neuskegel zitten verstopt. De tweede trap heeft een drukgevoede hoofdmotor genaamd Aether. 
Vrijwel alle onderdelen van de raket zijn in-house geproduceerd. Net als bij de Electron van Rocket Lab wordt de brandstof van de eerste trap met elektrische pompen in de verbrandingskamer gepompt.

### Methode van werken
De raket wordt per zeecontainer vervoerd naar de te gebruiken lanceerbasis. Daar worden de vracht en de neuskegel in diezelfde container op de raket gemonteerd. Vervolgens wordt de container met de raket door een vrachtwagen naar de lanceerinstallatie gereden. De arm van de lanceerinstallatie (erector en umbilical-toren) die eveneens in de container zit met de raket daarin geklemd wordt dan aan het mobiele platform vastgezet, waarna de container wegrijdt van het platform en de raket. De raket kan daarna overeind worden gezet, getest en volgetankt voor de lancering. 
Een lancering moet slechts 2,5 miljoen dollar kosten, dat is een derde van wat concurrent Rocket Lab rekent. Wel kan een Rocket 3 beduidend minder vracht lanceren dan Rocket Labs Electron.

### Lanceerlocaties
Rocket 3 gebruikt mobiele lanceerinstallaties die op iedere lanceerbasis zouden kunnen worden geplaatst. Voor de testvluchten van Rocket 3 werd het Pacific Spaceport Complex-Alaska op Kodiak gebruikt. Er stonden in 2021 ook lanceringen gepland vanaf Omelek, een eiland dat deel uitmaakt van het atol Kwajalein. Het is onderdeel van de Ronald Reagan Ballistic Missile Defense Test Site en werd eerder voor Falcon 1-lanceringen gebruikt. Deze lanceringen werden begin 2022 verplaatst naar Cape Canaveral Space Force Station multi-user-lanceercomplex SLC-46.

### Rocket 3.0
Rocket 3.0 was de eerste Rocket 3. Deze sneuvelde in een anomalie op de grond.

#### Deelname DARPA Launch Challenge
Met Rocket 3.0 hoopte Astra begin maart 2020 de prijs van 10 miljoen dollar van de DARPA Launch Challenge in de wacht te slepen. Daarvoor moesten ze binnen een maand een twee keer een vracht in een baan om de aarde brengen. De eerste lancering moest uiterlijk 2 maart 2020 plaatsvinden. De lanceringen moesten bovendien plaatsvinden vanaf twee locaties vanwaar de contestanten nooit eerder hadden gelanceerd, met maximaal 14 dagen voorbereiding op die locaties. 
De twee andere deelnemers aan de test haakten af. Vector Launch ging failliet en Virgin Orbit trok zich terug. Astra zou beide lanceringen uitvoeren vanaf het Pacific Spaceport Complex op Kodiak Island in Alaska. Er zouden daar twee verschillende lanceerplatforms worden gebruikt. Door slecht weer moest Astra de eerste lancering enkele dagen uitstellen. De laatste dag van het lanceervenster moest Astra de lanceersequentie 53 seconden voor de lancering afbreken wegens afwijkende waarden die een sensor gaf. Daarmee was de kans op de prijs verkeken.

#### Anomalie
Na het niet halen van de DARPA Launch Challenge werd de eerste lancering enkele weken uitgesteld. Astra hoopte op 24 maart 2020 tot de lancering te komen maar stelde de lancering een dag tevoren uit wegens “technische problemen”. Het bedrijf meldde een anomalie te hebben gehad. Daarna kwam het bericht dat de lancering volledig was geannuleerd en dat de omgeving van de raket nog niet begaanbaar was. Volgens verschillende journalisten die anonieme bronnen citeren is de raket volledig verloren gegaan.
Begin april 2020 moest Astra, als gevolg van de coronacrisis, 30 van de 150 medewerkers (tijdelijk) ontslaan.

### Rocket 3.1
Astra had aangekondigd dat er 20 juli 2020 een lanceervenster voor de volgende, verbeterde raket "Rocket 3.1" zou worden geopend. Op 6 augustus werd een eerste poging tot lancering gedaan. Astra meldde vooraf dat Rocket 3.2 en 3.3 al gereed waren voor latere testvluchten of lanceringen. De poging werd afgebroken omdat "een klein probleem" moest worden verholpen, en het tanken van de raket daarna langer dan verwacht duurde, waardoor er die dag geen tijd meer voor een lancering was. De volgende dag werd de poging afgelast omdat de druk in het watersysteem van de lanceerinstallatie dat voor geluidsdemping moet zorgen was weggevallen. Daarna werd de lancering uitgesteld tot 10 september (lokale tijd). Ook die poging tot lancering werd afgeblazen wegens een problem met een sensor. Opvallend was dat ondertussen op de lanceerinstallatie de woorden Black Lives Matter waren aangebracht.
Een dag later had Astra het sensorprobleem verholpen en werd een nieuwe poging ondernomen. Op Twitter meldde Astra dat ze "lift off" hadden, maar dat de vlucht nog tijdens de eerstetrap-fase eindigde maar dat de lancering wel veel waardevolle data had opgeleverd. Op amateurvideo's die op Twitter verschenen is te zien dat de raket opsteeg en dat de motor na ongeveer 20 seconden uitviel waarna de raket terug op aarde viel en bij het neerkomen explodeerde. 
Astra maakte bekend dat de motor stopte door een vluchtbeëindigingscommando dat werd gegeven nadat de raket te ver afweek van het geplande traject. Die afwijking was het gevolg van het besturingssysteem dat in zelfoscillatie was geraakt.

### Rocket 3.2: eerste keer in de ruimte
Op 20 november 2020 maakte Astra kenbaar dat de volgende raket, Rocket 3.2, getest en klaar was om naar Alaska te worden vervoerd. Het lanceervenster opende een paar weken later op 7 december dagelijks tussen 11:00 en 14:00 uur lokale tijd (PST). De lancering was op 15 december en was volgens Astra een groot succes. Op Twitter werd door Astra een aantal foto’s gedeeld die vanuit de raket vanuit de ruimte werd gemaakt. Of een stabiele baan om de aarde werd bereikt moest op dat moment nog uit de data blijken. Een  aantal uur later meldde Chris Kemp dat er een hoogte van 390 kilometer was gehaald en een maximumsnelheid van 7,2 kilometer per seconde. Die snelheid was net niet hoog genoeg om een stabiele baan te bereiken. De orbitale snelheid is 7,68 kilometer per seconde.
De reden dat die snelheid niet werd bereikt was een tekort aan RP1 in de brandstoftank van de tweede trap. Voor de hele operatie had Astra een team van slechts vijf medewerkers op de lanceerbasis nodig gehad om de raket en lanceerinstallatie klaar te zetten.

### Rocket 3.3 LV0006: mislukt
Kort na de vlucht van Rocket 3.2 kondigde Astra aan dat Rocket 3.3 (serienummer LV0006) grotendeels identiek zal zijn aan Rocket 3.2 en een vracht aan boord zal hebben. Het bleek te gaan om een niet verder gespecificeerd experiment van het Space Test Program van de US Space Force. Op 27 augustus werd de eerste lanceerpoging tijdens het starten van de motoren afgebroken. De volgende dag kwam de raket wel van het platform. Maar binnen een seconde viel een van de vijf motoren uit. De raket dreigde daardoor meteen na het loskomen om te vallen en bewoog door gebrek aan stuwkracht eerst vooral zijwaarts waarna het voertuig dat door het verbranden van zijn stuwstoffen lichter werd alsnog hoogte wist te maken. De raket kon echter niet voldoende accelereren om zijn doel te bereiken. Na twee en een halve minuut werd de vlucht alsnog afgebroken. 
De oorzaak werd onderzocht en op 12 oktober 2021 meldde Astra die te hebben vastgesteld. Zuurstof en kerosine die lekten uit de quick-disconnector, het ontkoppelingssysteem van het lanceerplatform, explodeerden toen de motoren werden gestart onder de raket en beschadigde elektrische systemen van een van de motoren. Hiervoor is een aanpassing doorgevoerd en Astra kondigde aan zijn volgende raket tussen 27 oktober en 12 november te willen lanceren.

### Rocket 3.3 LV0007: succes
Nadat de lancering een dag eerder nog was afgeblazen werd op 20 november 2021 om 06:16 UTC een nieuwe lancering vanaf Kodiak ondernomen. De Rocket 3.3 (serienr LV0007) bracht met succes zijn vracht, STP-27AD2 in een 500 km hoge baan om de Aarde.
Vanwege het succes van deze Rocket 3.3 besloot Astra voor de volgende raket vast te houden aan het 3.3-ontwerp. Het bedrijf produceert iedere maand een raket.

### Rocket 3 - reguliere vluchten

#### LV0008, eindigde in anomalie
De volgende lancering LV0008 werd aangekondigd om op zijn vroegst in januari 2022 plaats te vinden vanaf Lanceercomplex SLC-46 van het Cape Canaveral Space Force Station. Het multi user complex is in 2021 door beheerder Space Florida zodanig aangepast zodat Astra er kan opereren. Eerder werden er raketten met vastebrandstofmotoren gelanceerd. De raket zal een demonstratiemissie genaamd ELaNa-41 voor NASA uitvoeren en daarbij een aantal kleine satellieten in hun baan brengen. 
De raket werd eind december op het lanceercomplex geplaatst en gedurende enkele weken getest. Op 22 januari 2022 werd een statische start-test uitgevoerd. Op 4 februari 2022 verkreeg Astra de FAA-licentie om vanaf SLC-46 te lanceren. De lancering stond gepland voor 5 februari maar werd toen tijdens het starten van de motoren gestaakt wegens een probleem met een trackingsysteem van Space Delta 45. Op 10 februari kwam men wel tot een lancering. Op de beelden was te zien dat de neuskegel (waarin de tweede trap zit ingesloten) pas opende nadat de tweede trap startte. De tweede trap tuimelde vervolgens. De missie mislukte.
Op 6 maart werd een voorlopige conclusie over de oorzaak vrijgegeven. De vijf ontkoppelingsmechanismes waren door een elektrisch probleem in de verkeerde volgorde geactiveerd, dit veroorzaakte een afwijkende beweging van de neuskegel. Als gevolg daarvan kon het laatste ontkoppelingsmechanisme geen signaal meer ontvangen en opende de neuskegel niet totdat de tweede trap zijn motor startte en de neuskegel eraf blies. Een los daarvan ontdekt softwarematig probleem veroorzaakte dat de tweede trap vervolgens onbestuurbaar was.

#### LV0009, Spaceflight 1
Op 15 maart 2022 maakte Astra "return to flight" met een missie voor Spaceflight Industries. De raket bereikte de juiste baan om de Aarde. Het was na 20 minuten nog niet duidelijk of de satellieten succesvol waren losgekoppeld van de tweede trap. Ongeveer een uur na de lancering kon contact met de satellieten worden gemaakt en bleek de missie een succes.

#### LV-0010, Tropics-1
De lancering van NASA-missie Tropics-1, vanaf SLC-46 op 12 juni 2022, mislukte nadat de tweede trap een minuut te vroeg uitviel en terugviel in de atmosfeer. Een anomalie zorgde ervoor dat de motor te vroeg door de brandstof heen was. 
De volgende dag opende het aandeel Astra met een verlies van twintig procent. Bijna twee maanden na de mislukte vlucht gaf Astra aan te stoppen met Rocket 3 en volledig te focussen op Rocket 4.0. Het onderzoek ging nog wel door en op 27 september 2022 gaf Astra aan dat het inmiddels zeker was dat de anomalie lag in een (niet verder gespecificeerd) probleem met de hoofdmotor van de tweede trap die te veel brandstof verbruikte. Het onderzoek werd daarop nog verder uitgediept.
Op 1 maart 2023 kwam Astra met de definitieve conclusie; 18 seconden na het starten van de tweede trap brandde de wand van de verbrandingskamer door waardoor de brandstof, die tevens als koelvloeistof door leidingen in de verbrandingskamerwand gaat, eruit lekte en er meer brandstof werd verbruikt dan gebruikelijk. Toen de brandstoftank leeg was was de oxidatortank nog voor 20 procent gevuld. Het doorbranden van de verbrandingskamer was een gevolg van een gedeeltelijke verstopping van een brandstofinjector. Hierdoor ging de stroom brandstof door de koelingsleidingen trager waardoor de verbrandingskamer onvoldoende werd gekoeld en kon doorbranden. De injector was verstopt geraakt met verdampte brandstof. Bij tests op de grond werden de koelleidingen niet zo heet omdat de luchtdruk op zeeniveau de stuwstraal smal houdt. In het vacuüm van de ruimte zet de stuwstraal bij gebrek aan tegendruk enorm uit waardoor deze tegen de eveneens met brandstof gekoelde straalpijp komt. Hierdoor kon de brandstof in de koelleidingen aan de kook raken met als gevolg gasbelletjes die de doorstroming van de vloeibare raketkerosine blokkeerden.
Reden dat dit probleem niet eerder was voorgevallen had met de weersomstandigheden op de lanceerplaats te maken. In de Floridiaanse zomerzon opgewarmde kerosine raakte gemakkelijker aan de kook.
De geleerde lessen, inclusief andere tijdens het onderzoek gevonden potentiële problemen (die zich niet hadden voorgedaan) worden meegenomen bij het ontwerpen van Rocket 4.
In oktober 2024 zei Kemp over Rocket 3 dat ze hem te snel hadden ontwikkeld, en onvoldoende onderzoek naar mogelijke fouten in het ontwerp hadden gedaan. Hierdoor gooiden ze hun reputatie te grabbel en hadden ze het bedrijf aan de rand van de afgrond gebracht.

## Rocket 4
Er is op tijdens een persconferentie op 22 november 2021 gesproken over een Rocket 4. Op 12 mei 2022 gaf Chris Kemp aan voornemens te zijn in het vierde kwartaal van 2022 een eerste testvlucht met deze raket te willen uitvoeren.
De raket is ontworpen om tot 300 kilogram nuttige lading naar een lage baan om de aarde te lanceren. De twee hoofdmotoren zijn een stuk krachtiger dan de vijf van de Rocket 3. De Hadley-motor voor de tweede trap wordt geleverd door Ursa Major Technologies. Een lancering zou ongeveer 3.950.000 dollar moeten kosten. Het ontwerp en de productie zijn ontworpen om een lancering per week mogelijk te kunnen maken. 
Op 4 augustus 2022 werd bekend dat Astra de beoogde  vrachtcapaciteit van Rocket 4 had verdubbeld, dus 600 kilogram naar een lage baan om de Aarde.

## Rocket 5
Rocket 5 is een voorgesteld drietraps-raketontwerp van Astra dat gebaseerd is op Rocket 3. De eerste trap zou gelijk zijn aan die van Rocket 3. Trap twee zou sterk op het ontwerp van de eerste trap worden gebaseerd maar slechts één motor hebben. De derde trap is identiek aan de tweede trap van Rocket 3. Deze raket zou voor suborbitaal vrachttransport kunnen worden ingezet en op zijn vroegst in 2022 gereed kunnen zijn. Het is niet duidelijk of dit raketontwerp nog wordt uitontwikkeld of dat de later voorgestelde Rocket 4 deze raket overbodig maakt.

## Lanceerplaatsen
Doordat Astra voor Rocket 3 met mobiele lanceerinstallaties werkte kon het bedrijf met die raket in principe vanaf ieder groot betonnen oppervlak lanceren. Locaties waarvoor lanceercontracten waren afgesloten of waar daadwerkelijk werd gelanceerd zijn:
- Pacific Spaceport Complex-Alaska, Kodiak, Alaska
- Spaceport Florida Lanceercomplex 46, Cape Canaveral Space Force Station, Florida, Verenigde Staten
- SaxaVord Spaceport, Unst, Shetlandeilanden, Verenigd Koninkrijk (niet gebruikt)
- Eerder geplande lanceringen vanaf Omelek Island, Kwajalein werden naar Cape Canaveral verplaatst.

## Concurrentie
Met Rocket 4 en eerder Rocket 3 wil Astra zich een plek op de lanceermarkt voor zeer kleine satellieten vergaren. Rocket Lab was in 2018 het eerste bedrijf dat een zeer lichte draagraket voor dat doeleinde in bedrijf nam. Ook Virgin Orbit heeft een raket voor dat doeleinde ontwikkeld en bereikte in februari 2021 zijn eerste succesvolle lancering. Firefly Aerospace en Relativity Space hebben een iets krachtiger raket in ontwikkeling maar mikken desalniettemin ook op diezelfde markt maar willen meer satellieten tegelijk lanceren. Naast de eerder genoemde bedrijven is er nog een aantal bedrijven die zo’n lichte raket ontwikkelen, deze liggen echter verder achter. 
Dan is er nog SpaceX, dat lichte satellieten laat meeliften met hun medium tot zware lanceringen. United Launch Alliance biedt net als hun grootste concurrent ook ruimte aan boord van hun Atlas V, daarbij gaat het dan specifiek om gratis ruimte voor cubesats van universiteiten. 
Buiten Amerika hebben ook Arianespace (in samenwerking met ESA) en de ISRO rideshare-programma’s voor zeer lichte satellieten.